# Colpochila castanea
Colpochila castanea är en skalbaggsart som beskrevs av Britton 1986. Colpochila castanea ingår i släktet Colpochila och familjen Melolonthidae. Inga underarter finns listade i Catalogue of Life.